# Gunnar Møller Rasmussen
Gunnar Møller Rasmussen (født 3. februar 1923 ved Aarhus, død 18. marts 2004 i Ortved) var en dansk ostemester og kommunalpolitiker, der var borgmester i Ringsted Kommune 1974-1986 og 1990-1994. 
Gunnar Møller Rasmussen, der var af en landmandsfamilie på Aarhus-kanten, blev uddannet fra Statens Forsøgsmejeri og senere mejeritekniker fra Dalum Landbrugsskole samt ved studier i udlandet. Derudover læste han nationaløkonomi og udenrigshandel på Handelshøjskolen i København.
Han blev i 1948 ostemester på Trifolium i Haslev, og var fra 1950 til 1974 driftsleder på Andels-Osteriet Sjælland i Ringsted.
Sin politiske løbebane begyndte han, da han som 18-årig blev formand for Venstres Ungdom i Ringsted. I 1957 blev folketingskandidat, og året efter blev han partiets formand i Ringstedkredsen. Han var desuden Venstres landskasserer i årene 1958-1960.
Han blev valgt til Ringsted Byråd i 1966 og sad frem til 1997.
Gunnar Møller Rasmussen er begravet på Ringsted Kirkegård.